# پر-اریک لارسون
پر-اریک لارسون (انگلیسی: Per-Erik Larsson؛ ۳ مه ۱۹۲۹ – ۳۱ مه ۲۰۰۸ (aged 79)) ورزشکار اسکی صحرانوردی اهل سوئد بود.
وی در مسابقات کشوری و بین‌المللی در مجموع برندهٔ ۱ مدال طلا، ۲ مدال برنز شده‌است.